# ひまわり (吉田拓郎のアルバム)
『ひまわり』は、1989年2月8日に吉田拓郎がリリースしたオリジナル・アルバムである。

## 背景
1980年代最後のアルバムで、全体を通して自省的な内容の楽曲が多い。

## 制作
すべて作詞・作曲・編曲を吉田拓郎が担当している。作った曲をコンピュータに保存する際に、暇な時に書いたので「ひま1」「ひま2」とファイル名を付けていくうち「暇有り→ひまあり→ひまわり」とアルバムタイトルが浮かんだという。
当初は全10曲を予定していたが、アルバム全体のバランスを考慮して「夕陽は逃げ足が速いんだ」と「6月の雨の中で」は未収録となった。なお、ダンカンが出演した広告で持っていた本作のLP帯は、未収録となった2曲も表記されていたりとデザインが異なっていた。

## ディスクジャケット
- アルバムジャケットのイラストは、イラストレーターでソラミミストの安斎肇が手掛けた。

## 収録曲
- 全作詞・作曲・編曲:吉田拓郎（特記以外）。

1. ひまわり
ストリングスアレンジ:瀬尾一三
2. 約束〜永遠の地にて〜
Synth Bass Arranged by 瀬尾一三
3. 遠い夜
4. その人は坂を降りて
コーラスアレンジ:瀬尾一三
ストリングスアレンジ:瀬尾一三
5. 楽園
6. 冬の雨
7. シンシア '89 
コーラスアレンジ:瀬尾一三
  - もともとはデュエット曲だがこちらは吉田がソロで歌っている。
8. 帰路
ストリングスアレンジ:瀬尾一三

## 参加ミュージシャン
- All Vocals：吉田拓郎

- Guitars：松原正樹・鈴木茂・吉田拓郎・斉藤英夫
- Keyboards：国吉良一・新川博・南部昌江
- Synth-Bass：倉田信雄
- Bass：伊藤広規・Mike Dunn
- Drums：島村英二・青山純
- Percussion：斉藤ノブ
- Saxophone：Jake H. Concepcion
- Harmonica：吉田拓郎
- Background Vocals：吉田拓郎・比山貴咏史・木戸泰弘・広谷順子
- Strings：Tomoda Group
- Synthesizer Programming：浦田恵司・中山信彦・迫田到

- Special Thanks To 小室等 to Offering 12Strings Guitar